# Albert Ritter (Schriftsteller)

Albert Ritter als Grazer Vandale, 1896

Albert Ritter (* 29. Januar 1872 in Weiler (Vorarlberg); † 7. Juni 1931 in München) war ein deutsch-österreichischer Journalist und Schriftsteller.

## Leben
Der Sohn des Vorarlberger Landwirts Georg Ritter und seiner Frau Josefa (geb. Morscher) hatte einen Zwillingsbruder, Ludwig. Albert Ritter leistete den Militärdienst. Im Anschluss studierte er seit 1892 an der Universität Graz Germanistik und Anglistik. Er wurde zum 1896 zum Dr. phil. promoviert. An der Universität wurde er Gründungsmitglied des Corps Vandalia, einer schlagenden Studentenverbindung. In Graz lernte er Laura Kirchmayr kennen, die Tochter eines wohlhabenden Fabrikanten. Sie heirateten 1898 und bekamen zwei Söhne, Otto und Hermann. Der Schwiegervater Josef Benedict Kirchmayr lieh ihm Geld, um gemeinsam mit seinem Bruder eine Stickereifabrik aufzubauen. Das Unternehmen allerdings florierte nicht. 1910 ging er nach Halle (Saale) und Leipzig, wo er Redakteur der Zeitschrift Hammer : Blätter für deutschen Sinn wurde. Er verfolgte ohne großen Erfolg geschäftliche und schriftstellerische Projekte. Sein Romanerstling Das Nibelungenjahr : Kultur-Roman aus der Zeit der Hohenstaufen (1912) war ein Misserfolg. Er richtete sich nun an einer stärker politischen Tätigkeit aus.
Von 1912 bis 1914 arbeitete Ritter in Wiesbaden als zweiter Geschäftsführer des Alldeutschen Verbandes, einer nationalistisch-imperialistischen Agitations- und Kampagnenorganisation. Ritter ging als Wanderredner für den Verband auf Reisen und betreute die Verbandszeitschrift Alldeutsche Blätter mit. Ritter war außenpolitisch ein radikaler Alldeutscher, innenpolitisch allerdings ein Liberaler und ein unkonventioneller, streitbarer Denker.
In der Zeit vor und während des Ersten Weltkriegs hatte Ritter großen Publikumserfolg mit Pamphleten, die keineswegs immer den Zielen und der Weltanschauung des Alldeutschen Verbandes entsprachen – weshalb Ritter unter Pseudonym schrieb. Als Nichtpreuße mit sperrigen Ideen geriet er unter Beschuss und wurde im Verband als Habsburger-Agent verdächtigt, „der nach Deutschland gekommen sei, um für die Beraubung Preußens zu arbeiten“. Die Streitereien in und mit dem Verband führten schließlich zu Ritters Entlassung.
Im Ersten Weltkrieg diente Ritter als Oberleutnant der Artillerie der österreich-ungarischen Armee an mehreren Fronten. Er verfasste aber weiter Denk- und Streitschriften und für die Presse. Er schrieb etwa für die vom k. u. k. Landesverteidigungskommando herausgegebene Tiroler Soldaten-Zeitung, die 1916/17 von Robert Musil geleitet wurde.
Nach Kriegsende war er zunächst Schriftsteller und Mitarbeiter der Grazer Tagespost und des Neuen Wiener Tagblattes.
Ritter veröffentlichte auch unter Pseudonymen wie Karl von Winterstetten, R. W. Conrad oder Armin Winfried.
1921 zog Ritter nach München. Er wurde Redakteur in der Verlagsanstalt München-Pasing, die der Unternehmer und linksliberale DDP-Parteimanager Georg Osterkorn 1919 gegründet hatte. In erster Linie betreute er das Zentralarchiv für Politik und Wirtschaft, ein Sammel- und Presseausschnittdienst mit einer eigenen Zeitschrift. Nachdem er 1926 zum Hauptschriftleiter befördert worden war, listeten ihn Branchenverzeichnisse neben Osterkorn als Herausgeber als verantwortlicher Redakteur. Als Osterkorns Verlag 1928/29 in finanzielle Schwierigkeiten geriet und es zu Personalentlassungen kam, begann Ritter für die österreichische Gesandtschaft in München als politischer Berichterstatter zu arbeiten.
Er starb 1931, noch nicht 60 Jahre alt, an den Folgen eines Schlaganfalls in München.

## Ideen und Bedeutung
In der aktuellsten Biografie (2022) erscheint Albert Ritter für den Vorarlberger Historiker Severin Holzknecht als „ein Phantast, ein hochbegabter Intellektueller, der allerdings zeitlebens an der Umsetzung seiner Ideen in die Praxis scheiterte“ und an seinem ambitionierten Anspruch an sich selbst nie gerecht geworden sei. Trotzdem, so Holzknecht, „spielte er im politischen Diskurs seiner Zeit eine gewichtige, unorthodoxe und interessante Rolle“.
Unter Einfluss des österreichischen Politikers Georg von Schönerer und des langjährigen Vorsitzenden des Alldeutschen Verbandes Heinrich Claß entwickelte Ritter seine Grundhaltung. Nach Ritters Ideen sollten das Deutsche Reich und Österreich-Ungarn als politische und wirtschaftliche Staatengemeinschaft Ausgangspunkt eines (von Deutschland geführten) neuen Mitteleuropa werden. Dessen zentrale Aufgabe sei die Abwehr Russlands. Er setzte sich in dem von ihm erdachten Staatengebilde mit Optionen der Autonomie und des Föderalismus auseinander, gab dem Zentralismus und der Einheit des Staates jedoch Priorität. In der Broschüre Berlin-Bagdad : neue Ziele mitteleuropäischer Politik skizzierte er einen mitteleuropäisch-südosteuropäischen Staatenbund für Deutschland, Österreich-Ungarn, Rumänien, Bulgarien und dem Osmanischen Reich. Er plädierte für eine große wirtschaftliche Integration, Ausdehnung der Interessensphäre bis an den Persischen Golf (deshalb „Bagdad“), um die deutsche Industrie mit Rohstoffen zu versorgen und ihr Absatzgebiete zu verschaffen sowie die Transportwege zu sichern, und für „germanische“ Besiedelung auf dem Balkan und in Vorderasien. Das Königreich Italien, mit dem Deutschland und Österreich-Ungarn verbündet waren, hielt er in dieser Konzeption für irrelevant und Italien hielt für unzuverlässig (tatsächlich verließ Italien den „Dreibund“ im Ersten Weltkrieg). Die Broschüre Berlin-Bagdad erlebte vor dem Ersten Weltkrieg mehrere Auflagen und wurde nach Kriegsbeginn erweitert neu aufgelegt als Nordkap-Bagdad : das politische Programm des Krieges. Dem europäischen Staatenbund sollten Dänemark, Schweden und Norwegen beitreten. Auch diese Broschüre fand ein großes Publikum.
In seinen religionsphilosophischen Schriften erörterte er, wie sich dogmenloses Christentum mit pantheistischen Vorstellungen verbinden ließe. Ritter entwickelte sich von mystischer Empfindung einer Weltseele hin zu einem rational-empirischen Denker, der die Verbindung von Religion und Vernunft suchte. Für Ritters Biografen Severin Holzknecht war Ritters intellektuelles Ziel sehr weitgesteckt: „Er sah sich als ,Welt- und Gottesgelehrter‘, der das Christentum durch eine von ihm selbst erdachte Religion ablösen würde.“
Ritter beschäftigte sich mit den religiösen Gedichten des Amerikaners Jones Very, einem Mitglied des Intellektuellenzirkels im neuenglischen Concord um Ralph Waldo Emerson und andere Transzendentalisten, und übersetzte Verys Lyrik ins Deutsche.
Seine Romane und sein einziges Drama nutzen Stoffe des deutschen Mittelalters und der Sagenwelt. Sie sind stark von seinen politischen Vorstellungen geprägt. Das Drama Kaiser Rotbarts Erben dreht sich um die Politik Barbarossas in Italien, die Relevanz Italiens für Mitteleuropa und mögliche Allianzen, insbesondere ein großdeutscher Rhein-Donau-Bund. Der Vorarlberger Heimatroman Nibelungenjahr greift das Nibelungenlied auf und versucht die Sage mit Ritters Heimatregion zu verknüpfen.

## Werke

### Politische Schriften
- Berlin-Bagdad; neue Ziele mitteleuropäischer Politik. München: J. F. Lehmann 1913 (mehrere Auflagen; moderne Neuauflage Norderstedt: Vero Verlag 2014)
- Die Kaisermächte und der Balkan. (Monographien zur Zeitgeschichte 9), Stuttgart: A. Dolge 1913
- Nordkap-Bagdad : Das politische Programm des Krieges. Frankfurt am Main: Neuer Frankfurter Verlag 1916 (mehrere Auflagen) Digitalisat beim MDZ
- Hannover, Elsass, Nordmark frei! Berlin 1914
- Kein Bayern, kein Preußen, nur Deutschland. Innsbruck o. K.
- Autonomie? Zur Frage der Neugestaltung Österreichs. Graz: Leykam-Verlag 1916
- Der organische Aufbau Europas. Berlin: Concordia Deutsche Verlags-Anstalt Engel und Toeche 1916
- Österreichs Rechnung mit England. (Kriegspolitische Einzelschriften 5). Warnsdorf i. Br.: Strache 1917
- (Pseudonym R. Winterstetten): Die polnische Frage und Mitteleuropa. Manuskript 1917.
- Die neue Lage in Österreich und die Deutschen. Graz: Leykam-Verlag 1917.
- Großdeutschland und die Weltpolitik : ein Programm für die großdeutsche Republik. Graz: Leykam-Verlag 1919. Digitalisat beim MDZ
- Heinzenland. Wien: Braumüller 1919.
- Das deutsche Volk will den Einheitsstaat. München 1925

### Theaterstücke, Romane und Erzählungen
- Das Nibelungenjahr. Kultur-Roman aus der Zeit der Hohenstaufen. Dieterich, Leipzig 1912 (Neuauflage: G. Langes, München 1924)
- Kaiser Rotbarts Erben. Schauspiel. Grabner, Innsbruck/Leipzig 1917.
- Der Gottesfreund : Roman aus dem alten Graubünden. Leykam-Verlag, Graz 1920 (Neuauflagen: G. Langes, München 1924; Bayernverlag 1926)
- Tonis Liebesgeschichte. Erzählung. In: Hermann Sander (Hrsg.): Dichterstimmen aus Vorarlberg : ein Dichter-Büchlein aus den Werken der heimischen Sänger und Erzähler des 19. Jahrhunderts. Verlag der Wagner’schen Universitäts-Buchhandlung, Innsbruck 1895, S. 3-36 (Digitalisat Google Books).
- Der Mörder o. J.

### Kultur- und sprachphilosophische Schriften
- (Pseudonym Karl von Winterstetten): Altschwäbische Liebesbriefe, eine Studie zur Geschichte der Liebespoesie (Grazer Studien zur deutschen Philologie 5). Graz: Styria 1898 (Neuauflage Hildesheim: Gerstenberg 1976, Paderborn: Salzwasser Verlag 2013, Norderstedt: Hansebooks 2016) Digitalisat beim MDZ
- (Hrsg.): Dantes Werke : der unbekannte Dante. Berlin: Gustav Grosser 1921
- (Hrsg.): Dante : das neue Leben. Berlin: Gustav Grosser 1921
- Kant, Retter der Menschheit. Berlin: Concordia Deutsche Verlagsanstalt Engel und Toeche.

### Religionsphilosophische Schriften
- (Pseudonym Armin Winfried) Los von Rom und hin zu Christus, Graz: Hans Wagner 1901
- (Übersetzer), Jones Very, der Dichter des Christentums (Gedichte). Linz, Wien, Leipzig: Österreichische Verlagsanstalt 1903
- Christus der Erlöser Linz, Wien, Leipzig: Österreichische Verlagsanstalt 1903
- Noismus, das ist die Botschaft vom wahren Glauben von einem Welt- und Gottesgelehrten. Zürich, Leipzig: Schröters Verlag, A. Bürdecke 1908
- Der wahre Gott und seine Tafeln. Leipzig: Dieterich’sche Verlagsbuchhandlung, T. Weicher, 1912
- Der Tod des Materialismus und der Theosophie. Die Religion der Tatsachen. Berlin: Concordia Deutscher Verlags-Anstalt Engel und Toeche 1922
- Die Religion als natürliche Funktion des menschlichen Wesens. Berlin: Concordia Deutsche Verlags-Anstalt Engel und Toeche 1930
- Gott lebt o. J. (unveröffentlicht, von seinem Freund Hans Nägele vervielfältigtes Manuskript), Stadtbibliothek Feldkirch